# منظمة مهندسون ومعماريون من أجل الحقيقة حول هجمات 11 سبتمبر
مهندسون معماريون لحقيقة هجمات 9/11 ( AE911Truth) هو منظمة اميركية غير هادفة للربح  تنظيم المهندسين المعماريين والمهندسين والخبراء الذين يعارضون هدم نتائج التحقيقات الرسمية في هجمات 11 سبتمبر تقرير لجنة 9/11 بما في ذلك [[9/11 . أنها تؤيد نظرية المؤامرة 9/11 التي دمرت مركز التجارة العالمي حسب هدم بمواد متفجرة .
تأسست المجموعة في عام 2006، وهى تطالب كونغرس الولايات المتحدة الذي يسعى "لتحقيق مستقل حقا" في هجمات 11 سبتمبر لأنهم يعتقدون أن التحقيقات للوكالة الحكومية في إنهيار مركز التجارة العالمي الذي تدعوه "لم تعالج ما تسميه الدليل الهائل على الهدم الناتج عن مواد متفجرة " وليس بإرتطام الطائرات. اعتبارا من مارس 2012، تم توقيع عريضة للمجموعة إلى الكونغرس من قبل أكثر من 1،600 المهنيين المعمارية والهندسية. ورفض تيار المجتمع العلمي والهندسي عموما الموقف الذي اتخذته المجموعة.
ريتشارد غيج، وهو المهندس القائم منطقة خليج سان فرانسيسكو , تأسست مهندسون ومعماريون حقيقة هجمات 9/119/11 في عام 2006. كيج الذي هو عضو في المعهد الأميريكى للمهندسين, عمل كمهندس لمدة عشرين عاما، وشارك في بناء العديد من المباني ذات الإطار الصلب المضادة للحريق. أصبح مقتنعا بضرورة إنشاء منظمة تجمع بين المهندسين المعماريين والمهندسين عندما استمع إلى مقابلة مع اللاهوتي ديفيد راي غريفين في محطة إذاعة مستقلة .

## الأنشطة
ريتشارد جيج، وهو المهندس القائم منطقة خليج سان فرانسيسكو, أسس لجنة تقصي الحقائق لهجمات 9/11 مهندسون معماريون ومهندسون  في عام 2006.
التنظيم يقوم بجمع التوقيعات على عريضة تطالب بأن يتم إجراء تحقيق مستقل مع السلطة لإستدعاء ظروف هجمات 11 سبتمبر، وتحديدا في انهيار برجي مركز التجارة العالمي والمبنى رقم 7 . بحلول ديسمبر كانون الأول عام 2012،كان أكثر من 1750 من المهنيين والمهندسين المعماريين و من 16،000 المؤيديين الأخرىن قد وقعوا على العريضة. وفقا للمنظمة، فإن الهويات وتأهيل جميع المهندسين المعماريين والمهندسين المرخصة أسماؤهم يجري نشرها على موقعها على شبكة الانترنت وكذلك تتعرض تلك الأخرى من المؤيدون الذين ترد أسماؤهم على حدة للتحقق قبل الموافقة عليهم. مهندسون معماريون ومهندسون ل9/11 الحقيقة تنشر مخطط، دوري بالبريد الإلكتروني كنشرة الإخبارية <- معلومات عن المنظمة نفسها، في WP:.! SELFPUB-->
وقد أعطى سبر الخطب في المؤتمرات التي تنظمها أنصار حركة الحقيقة لهجمات 9/11  في مواقع مختلفة في الولايات المتحدة وكندا, وقدم حديثه الإعلامى عن "مخطط للحقيقة - والهندسة المعمارية حول الدمار في هجمات 9/11 " في 14 بلدا. عروضه تركز على تسلسل الأحداث التي أدت إلى تدمير مباني مركز التجارة العالمي وتشمل أشرطة الفيديو حول الإنهيارات لقطات من بناية شاهقة وحرائق أخرى . He went on a tour of European countries in 2008 وألقى الخطب في أستراليا ونيوزيلندا واليابان في عام 2009. في عام 2009، وكان مهندسون معماريون ومهندسون للحقيقة 9/11 يمتلكون جناحا في المؤتمر السنوي للمعهد الأمريكي للمهندسين المعماريين <-! .-->
ويستند الفيلم المثير للجدل لمدة ساعتين  لمخطط الحقيقة 9/11، الذي يحظى بشعبية كبيرة بين أفراد من حركة الحقيقة 9/ 11، على العرض الذي قدمه ريتشارد جيج في كندا. وأيضا أجرى مقابلات مع موسعة لحلقة من برنامج تلفزيوني لبي بي سي حول ملفات المؤامرة, حلقة من " سلسلة التاريخ التلفزيون الألماني الثاني , استنادا إلى الإنتاج المشترك بين بي بي سي وZDF, فضلا عن فيلم وثائقي أنتج من قبل مجلة أخبار التلفزيون الكندية الضيعة خامسة.

## الإدعاءات
محام, أو نتيجة للحرائق التي قد تسببها لهم, ويدعون أن لديهم أدلة محددة مشيرا إلى هدم البرجين من مركز التجارة العالمي كان ناتجا من المتفجرات وليس من إرتطام الطائرات . المجموعة لا توجه أللوم إلى أي من الأفراد أو المنظمات لخاصة في هجمات 11 سبتمبر, وذكر أن جيج تجنب المضاربات حول الهجمات على البنتاغون أو على تدخل إدارة بوش الذي يعتبرأمرا حرجا وحاسما بالنسبة لمهمة المنظمة. ومع ذلك ،فقد قال غيج أيضا أنه إذا كان تدمير مركز التجارة العالمي كان نتيجة لهدم ممنهج ومراقب زمنيا ، وهذا يعني أن جزءا من ما حدث في 11 سبتمبر 2001، كان قد تم التخطيط من قبل " جماعة داخلية". وفقا لجيج، فإن برنامجا تحديث المصاعد قد تم إجراؤه قبل الهجمات مما يفيد أن ذلك قد أتاح الفرصة للحصول على الوصول إلى المناطق الرئيسية لأبراج مركز التجارة العالمي دون خلق الشكوك .
وقد جمعت المنظمة قائمة من المعايير حول الهدم المراقب الذي يقرر أن تدمير برجى مركز التجارة العالمى قد تعرضا له: وكان الإنهيار الذي تلا يواجه مقاومة عظمى, وكان الحطام متناظر التوزيع,مع بداية سريعة للتدمير, مع انفجارات و ومضات التي قد أبلغ عنها الشهود، وقد أنتزعت قضبان الصلب من المبنى بسرعة متناهية, وتبخر الخرسانات، جاعلة سحب الرماد تصدر بكثافة, خلو الحطام من سيناريوهات منفصلة انفجارات من 20 حتي 40 من السيناريوهات حول الدمار, بقايا الصلب المنصهر، والثرمايت وجدت في الحطام.
التحقيقات التي أجرتها وكالة إدارة الطوارئ الاتحادية والمعهد الوطني للمعايير والتكنولوجيا قد انتهينا (NIST) أن المباني انهارت نتيجة للآثار من الطائرات والحرائق التي نتجت عنها . ورفض تجمع التيار العلمي والهندسي عموما الموقف الذي اتخذته المجموعة. في عام 2005، خلصت إلى تقرير من المعهد الوطني للمعايير والتكنولوجيا الذي بدأ بأن تدمير أبراج مركز التجارة العالمي من قبل "انهيار تدريجي" نتيجةالآثار الناجمة عن حرائق جراء الطائرات والناتجة. في عام 2008 وصف التقرير NIST انهيار مماثل تدريجي هو سبب تدمير المبنى الثالث تقع في موقع مركز التجارة العالمى، و مركز التجارة العالمي 7. علماء التيار قد إختارو العديد عدم مناقشة أنصار نظريات المؤامرة 9/11، قائلين انها لا تريد تقديم أدلة لها مصداقية لا مبرر لها.

### انتقادات التحقيقات الرسمية
المنظمة أعربت عن مخاوف من أن الأدلة المتصلة بتدمير مركز التجارة العالمي قد تعرضت للتشويه والتمويه من قبل المعهد الوطني للمعايير والتكنولوجيا (NIST)، الذي أجرى التحقيق حول سلامة المبنى والنار، وهو واحد من التحقيقات الرسمية في هذا الحدث. وفقا للمجموعة، لم تحاول NIST البحث عن الأدلة المادية لوجود مواد متفجرة , واعتبرت ذلك غير ضروريا  ولم تشمل روايات شهود عيان من أول المستجيبين من الناس الذين فروا من المباني في التحقيق الذي تجريه. المنظمة تدعي أيضا أن الكثير من الأدلة المادية، وبصرف النظر عن بعض العينات التى تم اختيارها من بين حطام الصلب، كان قد تم تدميرها. جيج انتقد شهود العيان في المقابلات التي تم إصدارها مسجلة لصحيفة نيويورك في أغسطس2005 كان "تم إخفاؤها من مدينة نيويورك".
بعد نشر نتائج التحقيق التى أجرتها NIST حول انهيار المبنى رقم 7، دعا ريتشارد جيج إلى مؤتمر صحفي, ورفض قادة معماريون ومهندسون من أجل حقيقة هجمات 9/11 التحقيقات التى أجرتها NIST ووصفتها بالمعيبة.وقد رد شيام سوندر ، المحقق الرئيسي من NIST، عندما قال إزاء إدعاءاتهم،: "أنا لست حقا محلل في علم النفس الوظيفي وكانت مهمتنا تستخدم أقصى مايمكن من أجل التوصل إلى أفضل العلوم.." وقال متحدث باسم NIST أن النماذج الحاسوبية للوكالة كانت موثوق بها للغاية في تقدير مبلغ مضادات الحريق وهذا عامل من شأنه أن لا يكون متاحا في المباني الحديدية الأخرى التي استشهد بها جيج, .

## روابط خارجية
- Official website of Architects & Engineers for 9/11 Truth
- National Institute of Standards and Technology: NIST & The World Trade Center
- Architects Shy From Truther 9/11 Conspiracy Theory; Architect Magazine, July 19, 2012